# Chapelle du Maquis de Brûly-de-Pesche
La chapelle Notre-Dame du Maquis (ou simplement chapelle du Maquis) est un petit édifice religieux catholique sis au Brûly-de-Pesche, en Belgique, sur la route qui va de Couvin à la frontière française (RN 964). Elle fut construite en 1948 pour garder le souvenir des 47 résistants du groupe Hotton qui, durant la Seconde Guerre mondiale, perdirent la vie dans les bois du maquis de la Thiérache.   

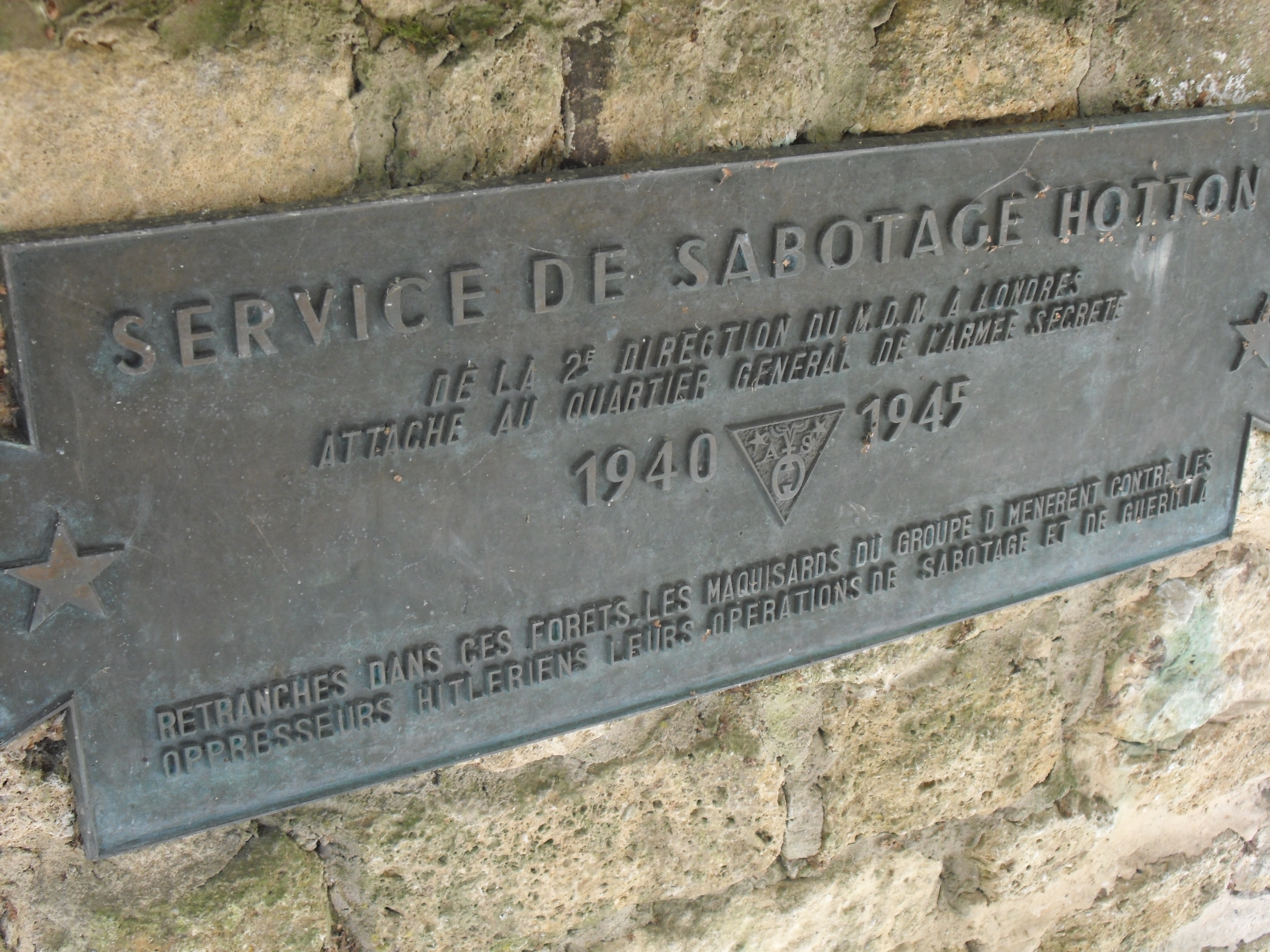
Plaque commémorative sur le socle de l'autel

## Histoire
Un peu à l’extérieur du village du Brûly-de-Pesche se trouve l’abri fortifié (le ’ravin du loup’) qu’Hitler se fit construire en 1940. De cet abri, il pouvait conduire l’invasion de la France (6 juin au 4 juillet 1940). Un musée de la Résistance y fut adjoint.
À une courte distance, là où la route du Brûly-de-Pesche rejoint la route nationale 964 reliant Couvin à la frontière française, une chapelle fut érigée (en 1948) - ouverte aux quatre vents -  en souvenir des 47 résistants belges du service de sabotage du ‘groupe Hotton’ qui perdirent la vie dans les bois environnants. L’architecte en est Roger Bastin (en collaboration avec Jacques Dupuis) et la chapelle, dédiée à ‘Notre-Dame-du-Maquis’, fut inaugurée le 5 septembre 1948.. 
Dans le creux de la coupole, au dessus de l’autel, sont inscrits les noms des 47 résistants du ‘Groupe Hotton’ qui moururent en service commandé, ou furent torturés et fusillés.